# Meuble à fanions
 (août 2022).
Un meuble à fanions est un meuble dans lequel l'équipage d'un navire range les fanions de communication entre deux utilisations. Des sémaphores en étaient également équipés avant d'être modernisés par l'invention de Claude Chappe.